# Breccia di Orlando
La Breccia di Orlando (in francese Brèche de Roland; in aragonese Breca de Roldán; in spagnolo Brecha de Rolando) è un valico dei Pirenei.

## Descrizione

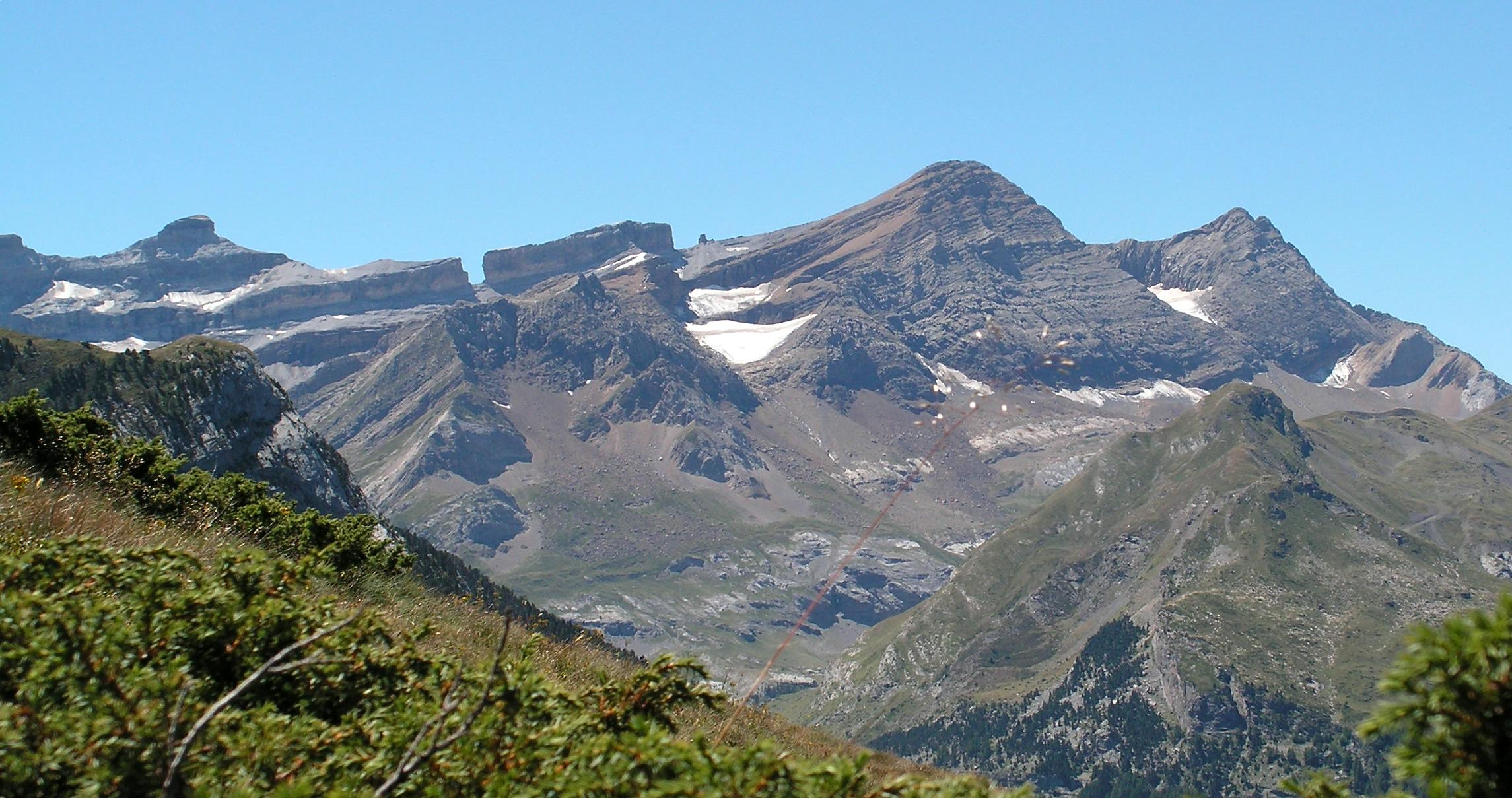
La Breccia di Orlando vista da lontano.

Si tratta di una gigantesca spaccatura naturale, larga 40 e alta 100 metri, nel Cirque de Gavarnie, lungo il confine tra Francia e Spagna nei Pirenei sita a 2.804 metri d'altezza. Secondo la leggenda, la Breccia fu creata da Orlando, nipote e paladino di Carlo Magno, quando cercò di distruggere la sua spada, Durlindana, per evitare che questa cadesse nelle mani dei saraceni dopo il massacro di Roncisvalle. La Breccia può essere raggiunta dal Refuge des Sarradets, un rifugio di montagna, con circa un'ora di cammino.